# Egon Vogel
Egon Wolfgang Ernst Vogel (* 23. Juli 1908 in Berlin; † 10. Mai 1993 ebenda) war ein deutscher Schauspieler und Sänger (Tenor).

## Leben
Egon Vogel absolvierte von 1927 bis 1934 mit Unterbrechungen eine private Schauspiel- und Gesangsausbildung bei Hans Beltz in Berlin. Sein Bühnendebüt gab er 1934 in der Sprechrolle des Pierre in der Operette Nanon, die Wirtin „Zum goldenen Lamm“ am „Rose-Theater“ in Berlin. Ab 1934 hatte er weitere Engagements an verschiedenen Berliner Bühnen, unter anderem am Schloßparktheater Berlin, am Schillertheater Berlin und am Hebbeltheater Berlin. In der Spielzeit 1934/35 trat er am „Rose-Theater“ in der Operette Der Juxbaron von Walter Kollo auf. Im Sommer 1939 war er für die Sommerspielzeit des Schiller-Theaters im Naturtheater Friedrichshagen engagiert. Außerdem trat er im Kabarett der Komiker auf.
In der Spielzeit 1945/46 trat er am Hebbel-Theater unter der Regie von Karl-Heinz Martin in Die Dreigroschenoper auf. Im Juni 1946 übernahm er an den „Kammerspielen Spandau“ die Rolle des Hugo Hecht in einer Neuinszenierung der Komödie Der Meisterboxer von Carl Mathern und Otto Schwartz. In der Spielzeit 1967/68 gastierte er am „Schauspielhaus Hansa“ in dem Schauspiel Zum goldenen Anker von Marcel Pagnol.
Zu seinen Bühnenrollen gehörten unter anderem der Friedensrichter Stille in König Heinrich IV., der Amtsschreiber Glasenapp in Der Biberpelz und der Buchhalter Meinkel in dem Bühnenstück Frischer Wind aus Kanada von Hans Müller. Vogel übernahm auch leichtere Gesangsrollen in Operetten, u. a. den Hofopernsänger Johann Michael Vogl in dem Singspiel Das Dreimäderlhaus und den August Färneböck, den Onkel des Steuerbeamten Eligius Färneböck, in dem Lustspiel mit Musik Besuch am Abend von Willi Kollo.
Neben seiner Theaterarbeit war er intensiv im Kinofilm tätig. Er gehörte seit den 1930er Jahren zu den meistbeschäftigten Chargendarstellern. Oft beschränkten sich seine Auftritte auf einzelne Szenen, in denen er meist nur kurz zu sehen war. Er spielte unter anderem Journalisten, Schalterbeamte, kleine Angestellte, Portiers, Kellner und Postboten.
Während der Zeit des Nationalsozialismus wirkte er in kleinen Rollen auch in den beiden NS-Propaganda-Filmen Die Rothschilds (1940) und Ohm Krüger (1941) mit. Der Regisseur Helmut Käutner besetzte ihn als Blumenverkäufer in seiner 1943 uraufgeführten Literaturverfilmung Romanze in Moll. Eine etwas größere Aufgabe erhielt er unter der Regie von Helmut Weiss als Musiklehrer Fridolin in der Filmkomödie Die Feuerzangenbowle (1944).
Nach dem Zweiten Weltkrieg spielte er weiterhin seine kleinen Chargenrollen. Er wirkte bei der DEFA in über 30 Filmproduktionen mit, unter anderem in Ehe im Schatten (1947) und Der Untertan (1951).  Er hatte Auftritte als Angestellter im Kostümverleih in dem Filmdrama Das Beil von Wandsbek (1951), als Soldat in Ernst Thälmann – Führer seiner Klasse (1955), sowie jeweils als Kellner in der Binnenschifferkomödie Alter Kahn und junge Liebe (1957) und in dem Gegenwartsfilm Vergeßt mir meine Traudel nicht (1957). Außerdem war er in Märchenfilmen zu sehen, u. a. als Ritter in Das tapfere Schneiderlein (1956) und als Zeremonienmeister in Das singende, klingende Bäumchen (1957).
Parallel dazu wirkte er in seinem angestammten Rollenfach auch in zahlreichen westdeutschen Filmproduktionen mit. Nach 1958 arbeitete er schwerpunktmäßig bei Theater, Film und Fernsehen in der Bundesrepublik Deutschland. In der Familienserie Jedermannstraße 11 (1962) spielte er an der Seite von Berta Drews und Willi Rose den Briefträger Lüdicke.
Vogel blieb bis ins hohe Alter als Darsteller aktiv. In den 1980er Jahren war er noch in kleinen Episodenrollen, unter anderem in der Fernsehserie Der Alte, zu sehen. In der Literaturverfilmung Der Zauberberg (1982) verkörperte er unter der Regie von Hans W. Geißendörfer als alter Concierge noch einmal eine seiner charakteristischen Chargenrollen. In seinem letzten Kinofilm Zum Beispiel Otto Spalt (1988) von René Perraudin agierte er an der Seite von Otto Sander in einer humoristischen Charakterrolle als Filmvorführer.
Vogel war auch als Rundfunksänger tätig und nahm Schallplatten bei Odeon und Electrola auf.

## Filmografie (Auswahl)
- 1936: Boccaccio
- 1939: D III 88
- 1939: Robert Koch, der Bekämpfer des Todes
- 1940: Die Rothschilds
- 1941: Ohm Krüger
- 1941: Immer nur Du
- 1942: Hochzeit auf Bärenhof
- 1943: Altes Herz wird wieder jung
- 1943: Paracelsus
- 1943: Romanze in Moll
- 1943/44: Eine kleine Sommermelodie (UA: 1982)
- 1944: Die Frau meiner Träume
- 1944: Neigungsehe
- 1944: Es lebe die Liebe
- 1944: Die Feuerzangenbowle
- 1947: Ehe im Schatten
- 1947: Kein Platz für Liebe
- 1951: Das Beil von Wandsbek
- 1951: Zugverkehr unregelmäßig
- 1951: Der Untertan
- 1951: Die Schuld des Dr. Homma
- 1952: Das verurteilte Dorf
- 1952: Drei Tage Angst
- 1952: Geheimakten Solvay
- 1953: Die Unbesiegbaren
- 1953: Wenn am Sonntagabend die Dorfmusik spielt
- 1954: Der treue Husar
- 1954: Clivia
- 1954: Leuchtfeuer
- 1954: Pole Poppenspäler
- 1955: Ernst Thälmann – Führer seiner Klasse
- 1955: Robert Mayer – Der Arzt aus Heilbronn
- 1955: 52 Wochen sind ein Jahr
- 1956: Eine Berliner Romanze
- 1956: Die Halbstarken
- 1956: Die Stimme der Sehnsucht
- 1956: Das tapfere Schneiderlein
- 1957: Alter Kahn und junge Liebe
- 1957: Zwei Mütter
- 1957: Der Fackelträger
- 1957: Polonia-Express
- 1957: Vergeßt mir meine Traudel nicht
- 1957: Das singende, klingende Bäumchen
- 1958: Emilia Galotti
- 1958: Nur eine Frau
- 1958: Taiga
- 1958: Der eiserne Gustav
- 1959: Die feuerrote Baronesse
- 1959: Reifender Sommer
- 1960: Herrin der Welt
- 1960: Die 1000 Augen des Dr. Mabuse
- 1960: Der letzte Fußgänger
- 1961: Robert und Bertram
- 1962: Das Leben beginnt um acht
- 1962: Ihr schönster Tag
- 1962–1965: Jedermannstraße 11 (Fernsehserie, 23 Folgen)
- 1963: Meine Frau Susanne (Fernsehserie, Folge: Das Ehe-ABC)
- 1963: Der Würger von Schloss Blackmoor
- 1963: Verspätung in Marienborn
- 1963: Und wenn der ganze Schnee verbrennt
- 1969: Dr. med. Fabian – Lachen ist die beste Medizin
- 1969: Die Flucht nach Ägypten (Fernsehfilm)
- 1970: Meine Schwiegersöhne und ich (Fernsehserie, 5 Folgen)
- 1971–1973: Drüben bei Lehmanns (Fernsehserie, 4 Folgen)
- 1972: Die Schöngrubers (Fernsehserie, Folge: Die Einbrecher)
- 1975: Beschlossen und verkündet (Fernsehserie, Folge: Geisterhände)
- 1977: Heinrich
- 1981: Der Alte (Fernsehserie, Folge: Urlaub aus dem Knast)
- 1982: Der Zauberberg
- 1988: Zum Beispiel Otto Spalt
- 1989: Geld macht nicht glücklich (Fernsehfilm)